# Арена дас Дунас
«Арена дас Дунас» (порт. Arena das Dunas) или Дунас Арена — футбольный стадион в Бразилии, проект которого разработан компанией Populous. Строительство стадиона началось в январе 2011 года. Расположен в городе Натал, столице штата Риу-Гранди-ду-Норти. Стадион построен на месте стадиона «Машадан» и тренажерного зала «Машадиньо».
Этот проект заменил старый проект под названием «Стадион Эстрела-дос-Рейс Магос». Стадион был сооружен в соседнем муниципалитете Парнамирин. Согласно проекту, стадион должен был вмещать 45 тысяч человек. Но во время чемпионата мира 2014 года вместимость арены составляла 42 тысячи. После завершения мундиаля временные сидячие места на верхних ярусах трибун за воротами были демонтированы, и вместимость стадиона снизилась до чуть более 31,3 тыс. зрителей. Также были построены: торговый центр и коммерческие здания, гостиница международного стандарта и искусственное озеро вокруг стадиона.
Стадион расположен на авениде Сенадор Салгадо Филу (шоссе BR-101). Проект получил одну из наиболее высоких оценок от инспектора ФИФА.

## Чемпионат мира по футболу 2014
В рамках турнира на стадионе состоялось четыре матча группового этапа
| Дата         | Время (UTC-03) | Команда #1 | Счет | Команда #2 | Раунд    | Зрителей |
| ------------ | -------------- | ---------- | ---- | ---------- | -------- | -------- |
| 13 июня 2014 | 13:00          | Мексика    | 1:0  | Камерун    | Группа A | 39,216   |
| 16 июня 2014 | 19:00          | Гана       | 1:2  | США        | Группа G | 39,760   |
| 19 июня 2014 | 19:00          | Япония     | 0:0  | Греция     | Группа C | 39,485   |
| 24 июня 2014 | 13:00          | Италия     | 0:1  | Уругвай    | Группа D | 39,706   |